# Вила-Кова-де-Алва
Вила-Кова-де-Алва (порт. Vila Cova de Alva)  —  населённый пункт и район в Португалии,  входит в округ Коимбра. Является составной частью муниципалитета  Арганил. По старому административному делению входил в провинцию Бейра-Литорал. Входит в экономико-статистический  субрегион Пиньял-Интериор-Норте, который входит в Центральный регион. Население составляет 533 человека на 2001 год. Занимает площадь 12,79 км².
Покровителем района считается Дева Мария (порт. Nossa Senhora da Natividade).